# Mattelift

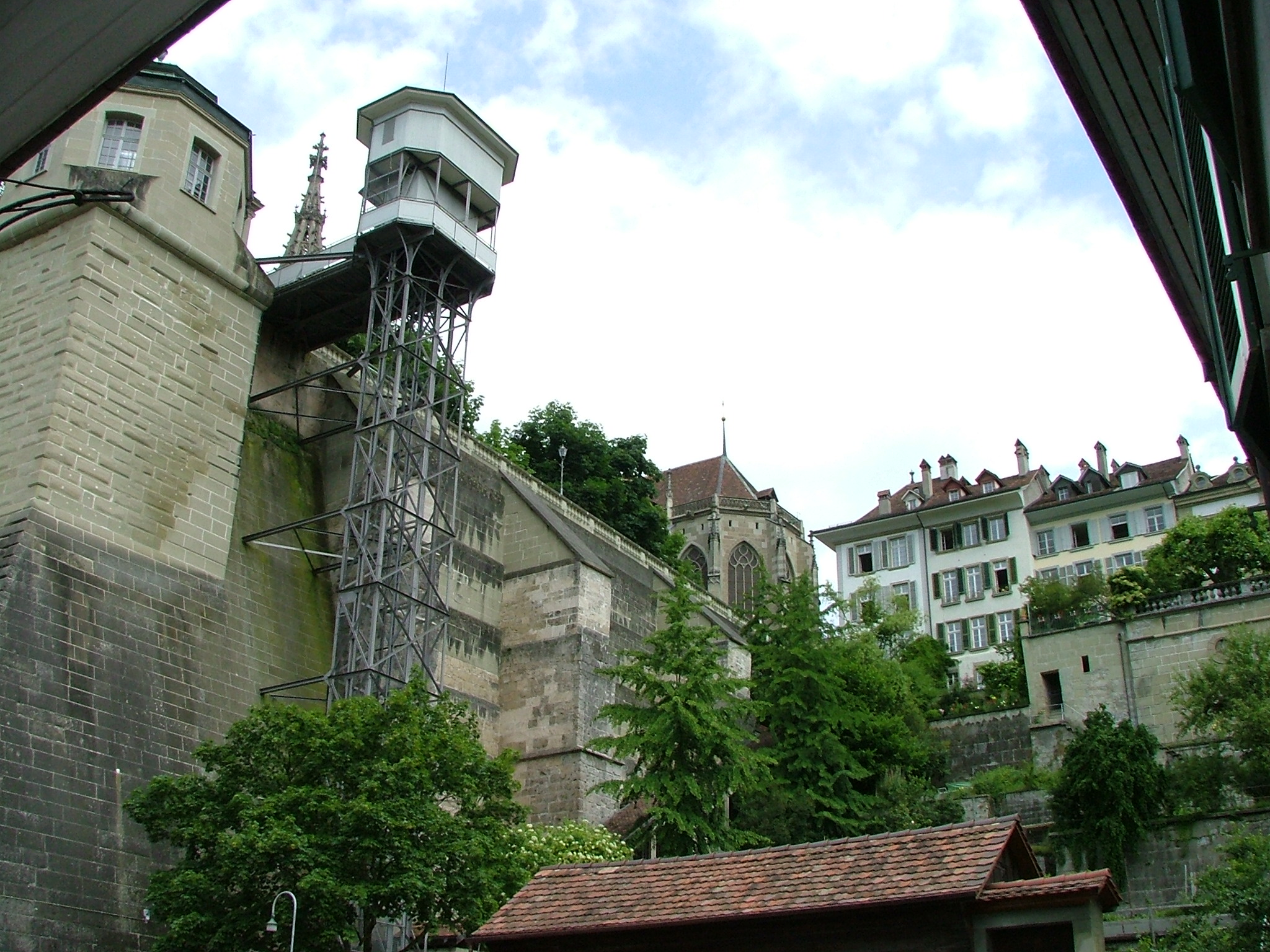
Widok z dołu

Mattelift (także Senkeltram) – winda zlokalizowana przy platformie widokowej (Münsterplattform) okalającej katedrę w Bernie (Szwajcaria). 
Początkowo w miejscu obecnych platform widokowych zlokalizowany był cmentarz. W latach 1749–1753 zbudowano kamienne balustrady. 10 kwietnia 1896 uruchomiono windę związaną z restauracją Adler. Szyb ma wysokość 31 metrów. W pierwszym roku funkcjonowania przewieziono około 60 000 pasażerów. W latach 1975 i 1985 winda przechodziła generalne remonty. W 2008 stalową kabinę bez widoku zastąpiono kabiną przeszkloną. Zamontowano też elektroniczny system sterowania ruchem. Winda przewozi około 800 pasażerów dziennie.